# 존 힐코트

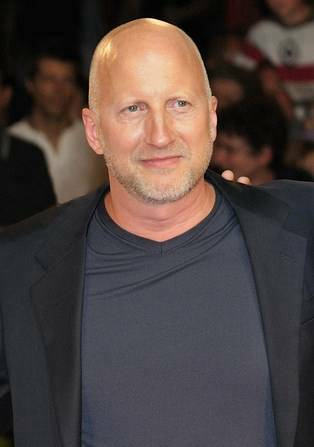
존 힐코트

존 힐코트(John Hillcoat, 1961년 ~ )는 오스트레일리아의 영화 감독이다.